# Thilachium densiflorum
Thilachium densiflorum är en kaprisväxtart som beskrevs av Ernest Friedrich Gilg och Benedict. Thilachium densiflorum ingår i släktet Thilachium och familjen kaprisväxter. Inga underarter finns listade i Catalogue of Life.